# 北村光一
北村 光一（きたむら こういち、1944年3月31日 - ）は、日本の実業家、木版仏画師。三菱アルミニウム代表取締役社長や、三菱原子燃料代表取締役社長を務めた。東京都美術館日本版画会展入賞。

## 人物・経歴
東京都生まれ。1967年一橋大学社会学部卒業、三菱金属（現三菱マテリアル）入社、細倉鉱山労務管理担当配属。1998年三菱マテリアル取締役労働安全部長に昇格。同社常務執行役員人事部門長、副社長等を経て、2006年から三菱アルミニウム社長を務め、日本製箔との業務提携を行うなどした。2008年三菱原子燃料社長。
この間、木版仏画師としても活動し、2001年から2009年まで東京都美術館日本版画会展に8回入賞した。厚生労働省中央社会保険医療協議会委員、日本原子力産業協会理事、原子力環境整備促進・資金管理センター理事なども歴任した。

## 著書
- 『やさしい仏像の木版画―安らぎの心を彫る』日貿出版社 2009年 ISBN 978-4-8170-3813-5